# Cessna A
Cessna Model A – amerykański górnopłatowy, czteroosobowy samolot turystyczny powstały w latach 20 XX wieku w zakładach Cessny. Zapoczątkowała linię jednosilnikowych, górnopłatowych samolotów turystycznych tej firmy.

## Projekt
Cessna Model A była czteromiejscowym samolotem ze szkieletem z rurek stalowych i drewna. Samolot był budowany w wielu wariantach różniących się silnikami.

## Modele
Model AA
Silnik Anzani 10 o mocy 120KM (89kW), zbudowano 14 sztuk.
Model AC
Silnik Comet o mocy 130KM (97kW), jedna sztuka.
Model AF
Silnik Floco/Axelson o mocy 150KM (112kW), 3 sztuki.
Model AS
Silnik Siemens-Halske o mocy 125KM (93kW), 4 sztuki.
Model AW
Silnik Warner Scarab o mocy 125KM (97kW), 48 sztuk. Jeden został zakupiona przez Eddiego Augusta Shnedera, który ustanowił nią 3 transkontynentalne rekordy w klasie pilotów poniżej 21. roku życia w 1930.
Model BW
Model z trzema siedzeniami wyposażony w silnik Wright J-5 o mocy 220KM (164kW), 13 sztuk.